# Calazi
Un calazi o  lipogranuloma de glàndula de Meibom  és un quist a la parpella causat per la inflamació d'una glàndula de Meibom obstruïda, localitzat a prop a les pestanyes, en general a la parpella superior. Un calazi es distingeix d'un mussol en que no és dolorós, tendeix a ser més gran i no se sol veure acompanyat per signes de flogosi, la calor despresa per la inflamació. Un calazi eventualment desapareix al cap de pocs mesos, encara que en molts casos cal tractament mèdic, que usualment consisteix en una incisió i compreses tèbies.